# Emil Ludvík (fotbalista)
Emil Ludvík byl český fotbalista, brankář.

## Fotbalová kariéra
V československé lize chytal za SK Židenice, SK Libeň a AFK Bohemia Praha. Nastoupil v 98 utkáních.

## Ligová bilance
| Ročník               | Zápasy | Góly | Klub                 |
| -------------------- | ------ | ---- | -------------------- |
| Státní liga 1935/36  | 3      | 0    | SK Židenice          |
| Státní liga 1936/37  | 2      | 0    | SK Židenice          |
| Státní liga 1938/39  | 18     | 0    | SK Libeň             |
| Národní liga 1940/41 | -      | 0    | SK Libeň             |
| Národní liga 1940/41 | -      | 0    | AFK Bohemia Vršovice |
| Národní liga 1941/42 | -      | 0    | AFK Bohemia Vršovice |
| Národní liga 1942/43 | -      | 0    | AFK Bohemia Vršovice |
| Národní liga 1943/44 | 26     | 0    | AFK Bohemia Vršovice |
| Státní liga 1946/47  | -      | 0    | SK Libeň             |
| CELKEM               | 98     | 0    |                      |